# Pequenos Estados insulares em desenvolvimento

Mapa dos Pequenos Estados insulares em desenvolvimento.

Pequenos Estados insulares em desenvolvimento (PEID) são um grupo de pequenos países insulares que tendem a compartilhar desafios semelhantes de desenvolvimento sustentável, incluindo populações pequenas, mas em crescimento, recursos limitados, afastamento, suscetibilidade a desastres naturais, vulnerabilidade a choques externos, dependência excessiva do comércio internacional e ambientes frágeis. Seu crescimento e desenvolvimento também são retidos pelos altos custos de comunicação, energia e transporte, volumes irregulares de transporte internacional, administração pública e infraestrutura desproporcionalmente cara devido ao seu pequeno tamanho e pouca ou nenhuma oportunidade de criar economias de escala.
Os PEID foram reconhecidos pela primeira vez como um grupo distinto de países em desenvolvimento na Conferência das Nações Unidas sobre Meio Ambiente e Desenvolvimento, em junho de 1992. O Programa de Ação de Barbados foi produzido em 1994 para ajudar os PEID em seus esforços de desenvolvimento sustentável. O Escritório do Alto Representante das Nações Unidas para os Países Menos Desenvolvidos, Países em Desenvolvimento sem Litoral e Pequenos Estados Insulares em Desenvolvimento (UN-OHRLLS) representa este grupo de Estados.
Atualmente, o Departamento de Assuntos Econômicos e Sociais das Nações Unidas lista 57 pequenos Estados insulares em desenvolvimento. Estes são divididos em três regiões geográficas: o Caribe; o Pacífico; e a África, o Oceano Índico, o Mediterrâneo e o Mar da China Meridional (AIMS), incluindo Membros Associados das Comissões Regionais. Cada uma destas regiões possui um órgão de cooperação regional: a Comunidade do Caribe, o Fórum das Ilhas do Pacífico e a Comissão do Oceano Índico, respectivamente, dos quais muitos PEID são membros ou membros associados. Além disso, a maioria (mas não todos) os PEID são membros da Aliança dos Pequenos Estados Insulares (AOSIS), que realiza funções de lobby e negociação dentro do sistema das Nações Unidas. O site da UNCTAD afirma que "a ONU nunca estabeleceu critérios para determinar uma lista oficial de PEID", mas mantém uma lista mais curta e não oficial em seu site para fins analíticos.